# 中国龙胆
中国龙胆（学名：Gentiana chinensis）是龙胆科龙胆属的植物，是中国的特有植物。分布于中国大陆的云南、湖北、四川等地，生长于海拔2,450米至4,500米的地区，多生长于林下、岩石、山坡草地以及路边，目前尚未由人工引种栽培。